# Jørre Kjemperud
Jørre André Kjemperud (Vikersund, 31 de agosto de 1968) é um  ex-voleibolista indoor e jogador de vôlei de praia noruegues, com marca de alcance de 335 cm no ataque e 320 cm no bloqueio, e que foi medalhista de bronze na edição do Campeonato Mundial de Vôlei de Praia de 2001 na Áustria.Competiu em tres edições consecutivas dos Jogos Olímpicos de Verão em 2000, 2004 e 2008.

## Carreira
A trajetória esportiva de Kjemperud deu-se aos 17 anos de idade, praticando o vôlei de praia para se preparar para o voleibol de quadra (indoor) em sua cidade natal, e chegou a ser jogador do Idrettslaget Moingen, na época da quinta divisão até a promoção a primeira divisão 5ª à 1ª divisão;  e ainda formou dupla com Are Kristoffer Hjeltnes competindo no vôlei de praia em 1993 em Austrått Idrettslag,  mais tarde passou por KFUM Oslo antes de representar Randaberg Idrettslag
Em 1997, conquistou o título da etapa de Roma pelo Circuito Europeu de Vôlei de Praia, juntamente com Vegard Høidalen derrotando a experiente dupla Bjørn Maaseide e Jan Kvalheime neste mesmo ano conquistou o título de Rei da Praia.Em 1998 conquistou o primeiro título numa etapa do Circuito Mundial e foi no Aberto de Berlin; neste mesmo ano alcançou o bronze no Aberto de Rodes válido pelo Circuito Europeu de Vôlei de Praia.
Ao lado de Vegard Høidalen foi medalhista de bronze na edição do Campeonato Europeu de Vôlei de Praia de 2000 realizado em Bilbau, e repetiram o feito também na edição de 2001 em Jesolo e em 2002 na Basileia.
Ainda em 2001 conquistou jogando ao lado de  Vegard Høidalen a medalha de bronze na edição do Campeonato Mundial de Vôlei de Praia em Klagenfurt, ÁustriaPelo Circuito Europeu de Vôlei de Praia de 2003 competiu com o mesmo parceiro anteriormente citado na conquista da medalha de prata no Aberto de Retimnoe neste mesmo circuito no ano de 2005 atuou ao lado de Tarjei Skarlund quanto finalizaram na quarta posição no Aberto de Alanya.
Em 2000 disputou ao lado de Vegard Høidalen a edição dos Jogos Olímpicos de Verão sediada em Sydney e finalizaram na nona colocação, em sua segunda participação olímpica, ou seja, em 2004 em Atenas competiu com este mesmo parceiro e repetiram a mesma colocação, já na edição de 2008 em Pequim esteve ao lado de Tarjei Skarlund.

## Títulos e resultados
- Aberto de Berlim do Circuito Mundial de Vôlei de Praia:1998[5]
- Aberto de Roma do Circuito Europeu de Vôlei de Praia:1997[4]
- Aberto de Roma do Circuito Europeu de Vôlei de Praia:2003[11]
- Aberto de Rodes do Circuito Europeu de Vôlei de Praia:1998[6]
- Aberto de Rodes do Circuito Europeu de Vôlei de Praia:2005[12]

## Premiações individuais
- Rei da Praia de 1997[3]